# Cicle de sobreexpectació

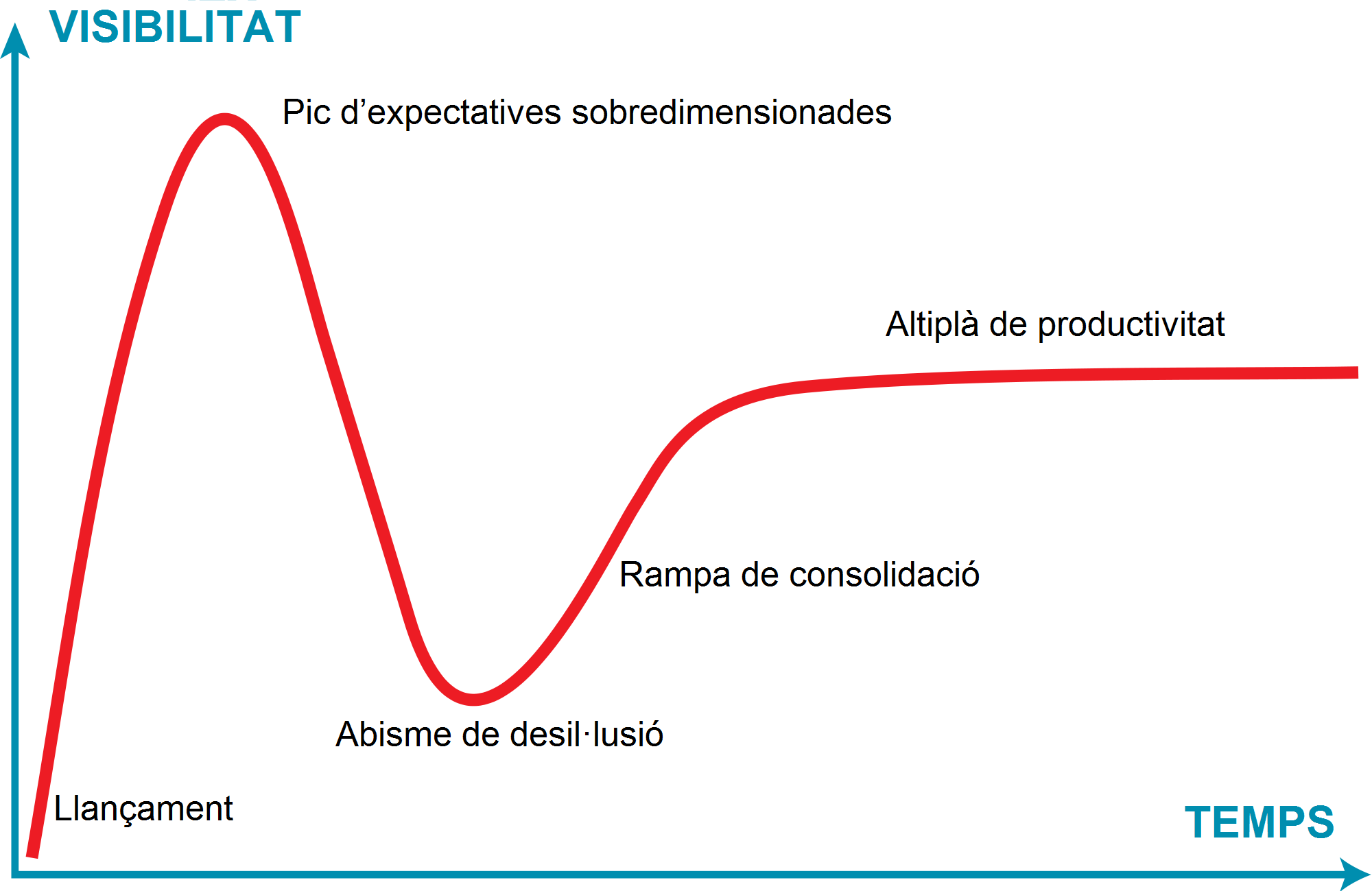
Gartner Hype Cycle.svg

Un cicle de sobreexpectació és una eina desenvolupada per la consultoria tecnològica Gartner per a mesurar i representar la maduresa, l'adopció i l'aplicació social d'una tecnologia. El seu objectiu és representar l'expectació que causa des del seu llançament, fins que es consolida en una porció del seu mercat objectiu.

## Composició
El cicle de sobreexpectació es divideix en cinc fases diferents, representant cada una un punt vital a la vida de la tecnologia.
1. "Llançament (Technology Trigger)" - L'expectació comença amb una presentació o amb un esdeveniment que atregui el focus mediàtic. En aquesta fase la tecnologia es troba en desenvolupament i només existeixen prototips que demostren les seves possibilitats. Un exemple de tecnologia que es trobava en aquesta fase al cicle de l'any 2014[1] és la Computació quàntica.
2. "Pic d'expectatives sobredimensionades (Peak of Inflated Expectations)" - En aquesta fase les expectacions han arribat fins a punt distorsionat de la realitat, on és impossible que la tecnologia pugui satisfer-les. En aquest punt comencen a aparèixer els productes de primera generació, a un preu de venda molt més alt al cost de producció. Algunes empreses comencen a adoptar la tecnologia. La Ludificació i el Big Data es trobaven en aquesta fase en el cicle de 2013.[2]
3. "Abisme de desil·lusió (Trough of Desillusionment)" - Els primers productes són massa cars, no compleixen les expectatives i tenen errors, per tant, comencen a aparèixer les critiques. La desil·lusió ha substituït a l'entusiasme i algunes de les empreses que havien adoptat la tecnologia l'abandonen. Altres però segueixen el seu desenvolupament. En el cicle de 2014,[1] la tecnologia NFC es trobava en aquesta fase.
4. "Rampa de consolidació (Slope of Enlightenment)" - Les empreses que no han abandonat la tecnologia continuen el seu desenvolupament amb l'esperança d'entendre els seus beneficis amb la seva aplicació. Gràcies a aquests beneficis la tecnologia comença a madurar. Els escàners 3D es trobaven en aquesta fase al cicle de 2014.[1]
5. "Altiplà de productivitat (Plateau of Productivity)" - Aquesta és l'última fase del cicle, on s'ha demostrat i acceptat els beneficis de la tecnologia. Comença a aparèixer un ecosistema al voltant de la tecnologia, format per venedors i proveïdors de productes i serveis, permetent a la tecnologia instal·lar-se en el seu mercat. El Reconeixement de la parla es trobava en aquesta fase al cicle del 2014,[1] amb una predicció d'assoliment de menys de dos anys.

## Aplicació dels cicles
És important conèixer en quina fase es troba una tecnologia abans d'adaptar-la o de comprar productes que l'implementin. Quan una fase es troba a la primera o segona fase i apareixen els primers productes, és normal que el preu sigui molt elevat, perquè els inversors volen obtenir beneficis i recuperar la seva inversió el més ràpid possible. A més, moltes de les empreses que desenvolupen la tecnologia són empreses emergents que requereixen el finançament exterior per a poder produir els dispositius. Quan es supera la segona fase i comencen els problemes amb els productes i la tecnologia, moltes de les empreses productores tanquen i desapareixen, deixant sense suport els seus productes. Poques empreses poden recuperar-se dels resultants dolents, superar la tercera fase i seguir amb el desenvolupament. Quan la tecnologia arriba a la quarta fase i comencen a apareixen els primers beneficis, també comencen a aparèixer els productes de segona i tercera generació, que implementen més eficaçment la tecnologia, no repeteixen els errors dels primers productes i apareixen amb un preu més competitiu. En l'última fase els productes estan més avançats i tenen molt més suport que en altres fases. Per tant, és important saber escollir l'hora en la qual l'adopció de la tecnologia dona més beneficis.